# Autoroute A-58 (Espagne)
Pour les articles homonymes, voir A58.
L'autoroute espagnole A-58 est une autoroute qui relie Trujillo à Cáceres dans la communauté de l'Estrémadure.
Elle double la N-521 entre ces 2 villes.
Elle permet d'améliorer la communication et les échanges au sein de la communauté d'Estrémadure en les reliant par voie rapide.

## Tracé
- Au départ de Trujillo, l'A-58 se déconnecte de l'A-5 (Madrid - Badajoz) par le nord de la ville qui lui sert en même temps de rocade.
- Elle suit ensuite le tracé de la N-521 jusqu'à Cáceres quelle dessert par l'est via la voie rapide urbaine CC-23.

## Sorties
De Trujillo à Cáceres
| Sorties | Villes                                                      |        |
| ------- | ----------------------------------------------------------- | ------ |
|         | Talavera de la Reina - Madrid Mérida - Don Benito - Badajoz | A-5    |
| 02      | Trujillo Nord - Plasencia                                   | EX-208 |
| 03      | Trujillo Ouest                                              | N-521  |
|         | Cáceres                                                     | N-521  |
|         | Section en construction Trujillo Ouest - Cáceres Est        | A-58   |

### Référence
- Nomenclature